# Alasmidonta arcula
Alasmidonta arcula – gatunek małża z rodziny skójkowatych (Unionidae). Jest zagrożony wyginięciem z powodu pogorszenia jakości wody i utraty siedlisk.

## Występowanie
Występuje w USA (Georgia). Zamieszkuje rzeki: Ocamulgee (2 miejsca), Altamaha (3 miejsca) i Ohoopee (1 miejsce).
Bytuje w piaszczystym mule w czystej wodzie.